# 波多野杜夫
波多野 杜夫（はたのもりお、1941年11月 - ）は、日本の小説家。本名 波多野忠夫。

## 略歴
- 1941年、岩手県盛岡市に生まれる
- 1960年、岩手県立盛岡第一高等学校卒業
- 1967年、京都大学文学部中退（正しくは除籍）
- 週刊誌のライター、ラジオのADを経てテレビの放送作家兼リサーチャーとなる
- 1989年、『東京一景』で第6回早稲田文学新人賞受賞[1]
- 現在、東京都国分寺市在住、執筆活動の他リサーチ業、クロスワードパズル作家も兼ねる

## 主な作品
- 東京一景（早稲田文学1990年2月号）
- 脂肪の塊とネコ娘（早稲田文学1990年12月号）
- 水族館の少年（早稲田文学1992年1月号）
- パズル新宿編・春夏秋冬（早稲田文学1995年12月号～1996年1月号）
- 20番ホーム（早稲田文学1996年7月号）
- 海の色1～25（工房だより・1992年10月15日号～1998年11月17日・波多野忠夫名で）
- 野ウサギとタマネギ(在京白堊三五会サイト・2007年10月1日・波多野忠夫名で）
- 海の音、海の色（在京白堊三五会サイト・2007年11月1日～・波多野忠夫名で）